# العصب السنخي
تتضمن الأعصاب السنخية أو الأعصاب السنخية ثلاثة أعصاب سنخية علوية: العصب السنخي العلوي الأمامي، والعصب السنخي العلوي الأوسط، والعصب السنخي العلوي الخلفي، والعصب السنخي السفلي.
الأعصاب السنخية العلوية هي كلها فروع للعصب الفكي العلوي، وهو الفرع الثاني للعصب الثلاثي التوائم.
العصب السنخي السفلي، وهو صغير الطول، هو فرع من العصب الفكي السفلي، وهو الفرع الثالث من العصب الثلاثي التوائم.